# Yitzhak Gruenbaum
Yitzhak Gruenbaum, צחק גרינבו, né le 24 novembre 1879 à Varsovie et mort le 7 septembre 1970 à 
Gan-Shmuel en Israël, est un homme politique israélien, signataire de la Déclaration d'indépendance de l'État d'Israël.

## Biographie
Yitzhak Gruenbaum naît à Varsovie en 1879. Il étudie la justice et le journalisme. Il travaille dans un quotidien qui publie en hébreu et en yiddish. Il débute en politique en Pologne en 1919 et est élu au parlement polonais. En 1922, il est membre du bloc des minorités polonaises, avec les Juifs, les Allemands et les Ukrainiens.
En 1932, il s'installe à Paris puis en 1933 en Palestine mandataire au kibboutz Gan-Shmuel. En 1933, il s'engage à l'Agence juive. En 1942, il aide les Juifs polonais à fuir le nazisme pour le Yichouv.
En 1946, son fils, Eliezer Gruenbaum, un survivant de la Shoah, est accusé à Paris par deux autres survivants de la Shoah d'avoir servi comme Kapo et d'avoir agi avec cruauté envers les prisonniers juifs. Durant sa détention et son procès, son père reste à ses côtés. L'affaire est close. Plus tard, Eliezer Gruenbaum décède lors de la Guerre israélo-arabe de 1948-1949 en 1948.
En 1946, Yitzhak Gruenbaum est arrêté par l'armée britannique et enfermé au camp de Latrun.
En 1948 il est signataire de la Déclaration d'indépendance de l'État d'Israël et devient membre du premier gouvernement israélien.
Plus il devient éditeur et édite l'encyclopédie de la Diaspora juive.